# Igeltjärnen (Gillberga socken, Värmland)
Igeltjärnen är en sjö i Säffle kommun i Värmland och ingår i Göta älvs huvudavrinningsområde.